# Jardin Cyprian-Norwid
Le jardin Cyprian-Norwid est un jardin public dans le quartier de la Gare du 13e arrondissement de Paris. 

## Situation et accès
Le jardin est accessible par les rues des Grands-Moulins, des Cadets-de-la-France-Libre et Thomas-Mann.
Il est desservi par la ligne de métro de Paris 14 à la station Bibliothèque François-Mitterrand.

## Description
Dessiné par Sylvie et Francis Farges, paysagistes de l'atelier Tournesol, il comporte pelouses accessibles, arbres, arbustes et quelques jeux pour enfants.
À quelques pas de là, rue du Chevaleret, se trouve l'Œuvre de Saint-Casimir, maison de repos entretenue par des sœurs polonaises de l'ordre des Sœurs de la Charité, construite en 1860, où Cyprian Norwid est accueilli de 1877 jusqu'à sa mort.

## Origine du nom
Il porte le nom de Cyprian Kamil Norwid (1821-1883), poète, écrivain, auteur dramatique, penseur et peintre polonais, qui a vécu rue du Chevaleret.

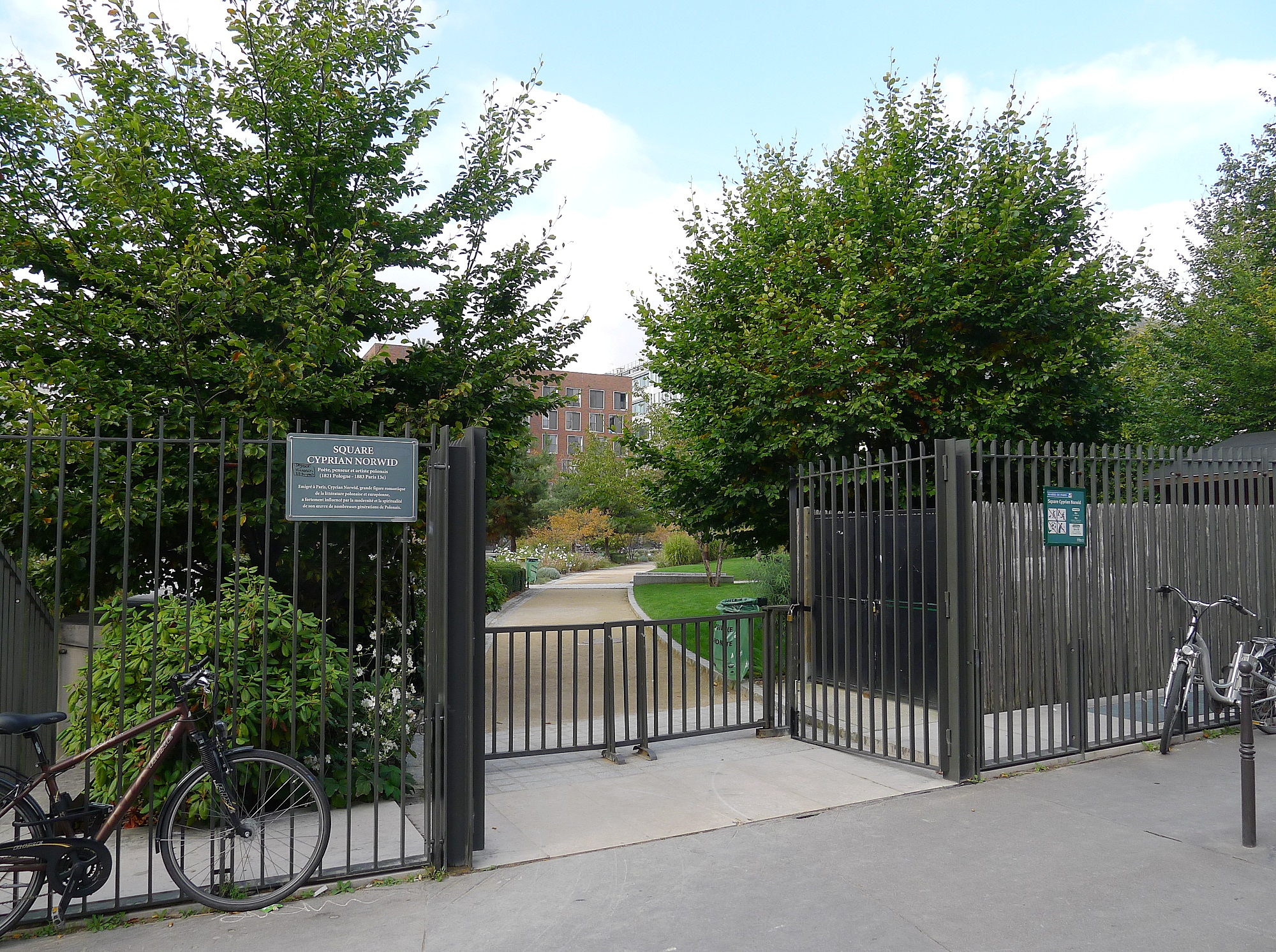
Une des entrées du jardin.
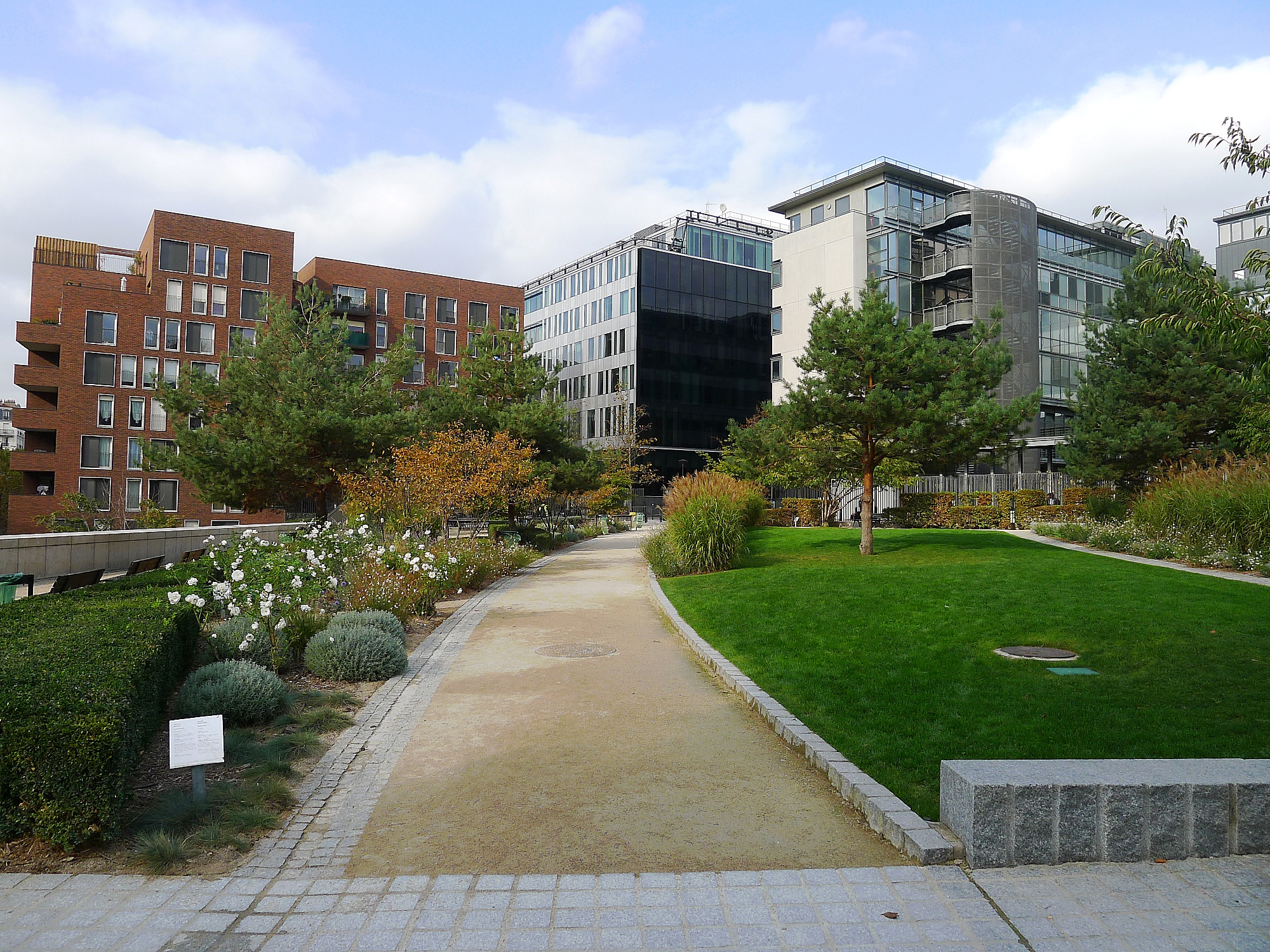
Vue générale.
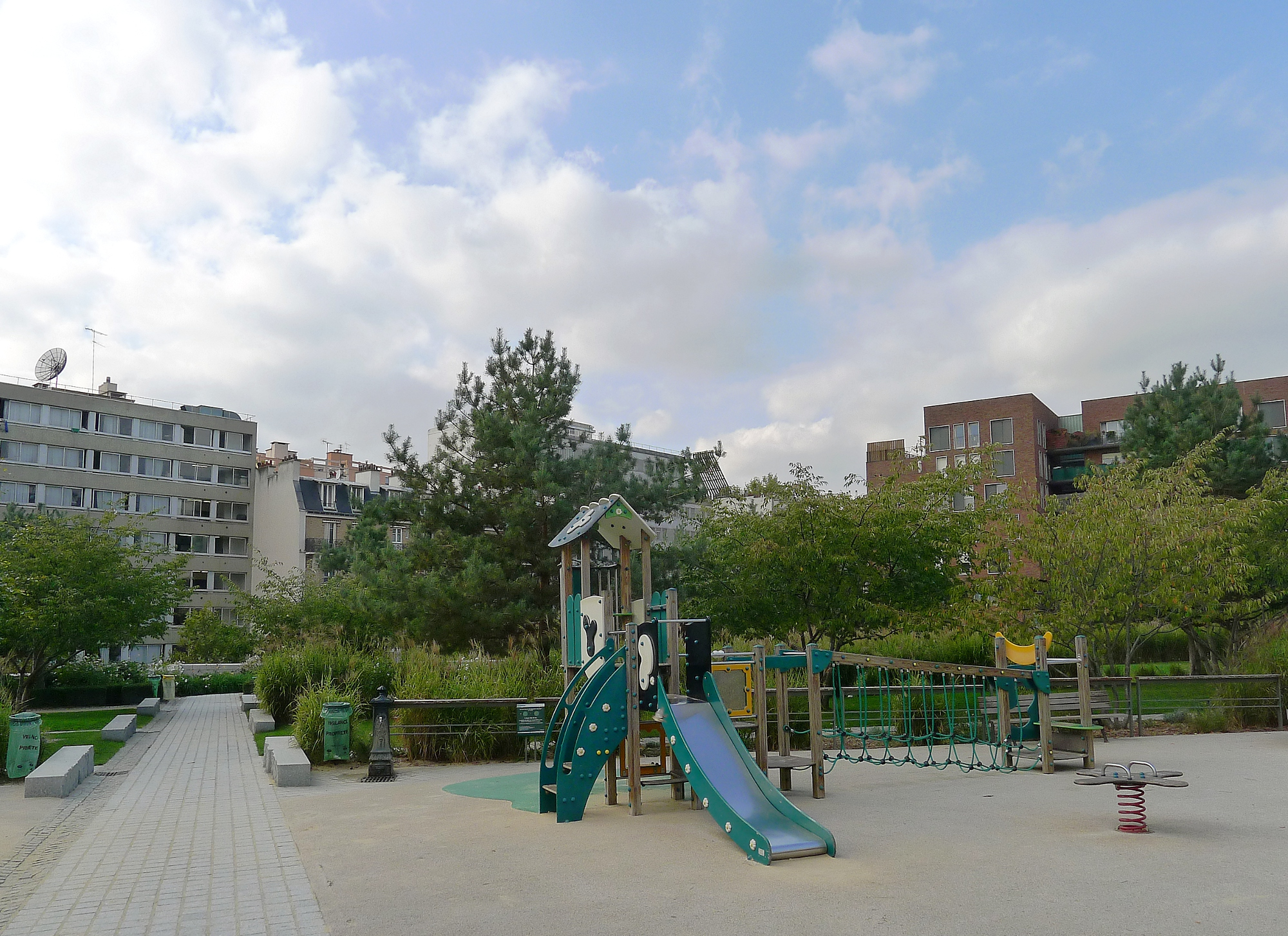
Jeux pour enfants.

## Historique
Ce jardin est créé en 2004 sur dalle dans le cadre de l'aménagement de la ZAC Paris Rive Gauche.